# Skarstind
Skarstind – szczyt w Górach Skandynawskich. Leży w Norwegii, w regionie Oppland. Należy do pasma Jotunheimen. Jest to piąty co do wysokości szczyt Norwegii.
Pierwszego wejścia dokonali Severin Wleugel, Sig. Thor i Oskar Kristiansen w 1884 r.